# Núi lửa Medicine Lake
Núi lửa Medicine Lake là một ngọn núi lửa hình khiên thuộc vòng cung núi lửa Cascade trong dãy núi Cascade. Đây là một núi lửa dạng khiên tại Bắc California là núi lửa lớn nhất về thể tích trong dãy núi Cascade. Núi này nằm ở đông bắc bang California, cách núi Shasta khoảng 50 km về phía đông bắc.
Medicine Lake có chiều cao 2376 m. Người ta ước tính dung nham của núi này khoảng 600 km³, khiến nó là núi lửa lớn nhất về thể tích trong dãy núi Cascade.